# Семенов Валерій Борисович
Валерій Борисович Семенов (рос. Валерий Борисович Семёнов; нар. 17 травня 1941, Ленінград, РРФСР — пом. 25 березня 2018, Чернівці, Україна) — радянський футболіст, виступав на позиціях півзахисника та нападника. Один з рекордсменів чернівецької «Буковини» за кількістю проведених матчів (є першим футболіст, який досяг позначок 300 та 400 матчів).

## Життєпис
Футболом розпочав займатися в Чернівцях, в які переїхав у 1948 році. У командах майстрів дебютував у 1961 році в чернівецькому «Авангарді» у першій союзній лізі. У 1965 році був запрошений у миколаївський «Суднобудівник», в складі якого зіграв 38 матчів (4 голи) в чемпіонаті і 2 кубкових поєдинки.
У 1966 році перейшов до «Дніпра» (Кременчук), у складі якого став бронзовим призером чемпіонату УРСР. У складі «кременчужан» провів 45 матчів (14 голів) у всіх турнірах. У 1968 році повернувся до складу «Буковини» («Авангарду»), де на довгі роки закріпився в команді. Також з чернівецькою командою ставав срібним призером чемпіонату УРСР (1968).
Всього за «Буковину» провів 429 матчів і забив 62 м'ячі в усіх офіційних турнірах, а за всю кар'єру гравця Валерій Борисович зіграв 514 офіційних матчів, в яких забив 80 голів. З 1997 року працював у ДЮСШ «Буковина» на посаді дитячого тренера.
Пішов з життя 28 березня 2018 року. У листопаді того ж року був проведений футзальний турнір пам'яті Валерія Борисовича

## Досягнення
- Чемпіонат УРСР
  -  Срібний призер (1): 1968
  -  Бронзовий призер (1): 1967